# Ophioplinthus madseni
Ophioplinthus madseni är en ormstjärneart som först beskrevs av Georgii Mikhailovich Belyaev och Litvinova 1972.  Ophioplinthus madseni ingår i släktet Ophioplinthus och familjen fransormstjärnor. Inga underarter finns listade i Catalogue of Life.